# Mariene ecoregio Oostelijke Filipijnen
De Mariene ecoregio Oostelijke Filipijnen (127) (Engels: Eastern Philippines marine ecoregion) is een biogeografische regio en ligt in het westen van de Grote Oceaan in de Mariene provincie Westelijke Koraaldriehoek (30) in het Marien rijk Centrale Indo-Pacific. De mariene ecoregio is vastgesteld door het World Wide Fund for Nature en The Nature Conservancy en is vernoemd naar de Filipijnen.
In het noorden grenst het gebied aan de mariene ecoregio Zuidelijke Kuroshiostroom (121), in het noordwesten aan de mariene ecoregio Oceanische eilanden Zuid-Chinese Zee (114), in het zuidwesten aan de mariene ecoregio Palawan/Noord-Borneo (126), in het zuiden aan de mariene ecoregio Celebeszee/Straat Makassar (128) en de mariene ecoregio Halmahera (129) en in het zuidoosten aan de mariene ecoregio Westelijke Carolinen (125).

## Geografie
De mariene ecoregio ligt in het westen van de Grote Oceaan voor de kusten van een groot deel van de Filipijnen. Het gebied ligt in het zuidwestelijk deel van de Filipijnenzee en met de westelijke rand in de Suluzee. Het strekt zich uit van de noordkust van het eiland Luzon in het noorden tot aan de oost- en westkust van het eiland Mindanao en omvat de meeste eilanden van de Filipijnen, maar niet de zuidwestkust van Mindoro
Door het gebied stroomt de Mindanaostroom voor de oost- en zuidkust en de Kuroshio voor de noordoostkust, beide gevoed door de Pacifische Noordequatoriale stroom.

## Biogeografie
Het gebied kent zeeleven dat houdt van tropische temperaturen.